# Paolo Magnani

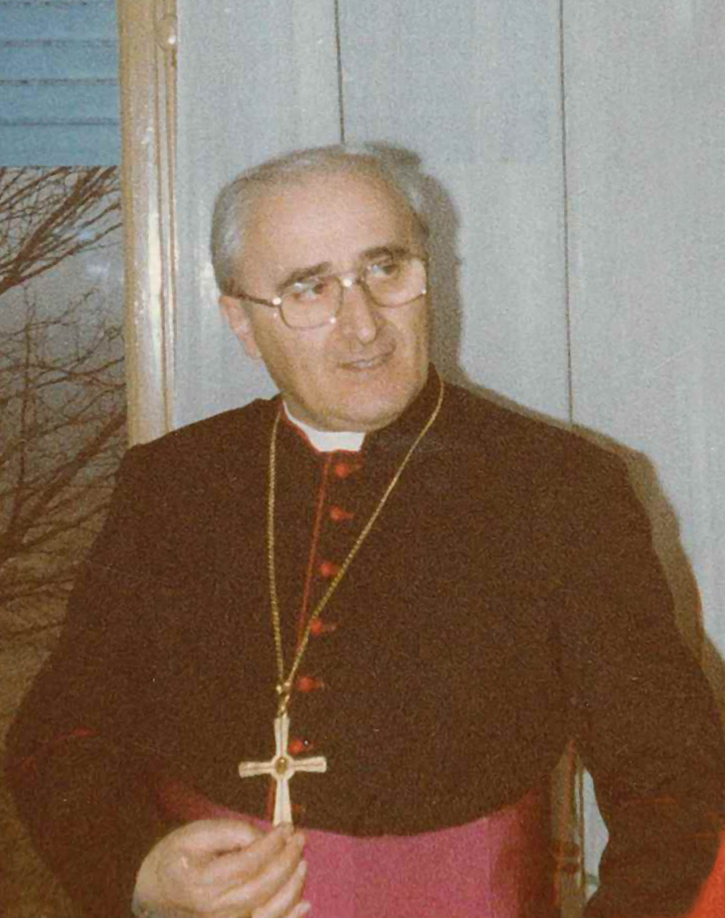
Bischof Paolo Magnani (1982)

Bischofswappen von Paolo Magnani

Paolo Magnani (* 31. Dezember 1926 in Pieve Porto Morone, Provinz Pavia, Italien; † 5. November 2023 in Treviso, Italien) war ein italienischer Geistlicher und römisch-katholischer Bischof von Treviso.

## Leben
Paolo Magnani empfing am 29. Juni 1951, am selben Tag wie auch der spätere Papst Benedikt XVI., das Sakrament der Priesterweihe.
Anschließend studierte er bis 1955 Dogmatik am Seminario Lombardo und der Päpstlichen Universität Gregoriana in Rom und war ab 1955 Dogmatikprofessor am Diözesanseminar von Pavia, dessen Rektor er 1965 wurde. Zusätzlich 1969 zum General-Provikar ernannt, war Magnani ab 1975 Generalvikar der Diözese Pavia.
Papst Paul VI. ernannte ihn am 27. Juli 1977 zum Bischof von Lodi. Die Bischofsweihe spendete ihm der Erzbischof von Bologna, Antonio Kardinal Poma, am 10. September desselben Jahres; Mitkonsekratoren waren der spätere Kardinal Ernesto Civardi, Sekretär der Kongregation für die Bischöfe, und Antonio Giuseppe Angioni, Bischof von Pavia.
Am 19. November 1988 wurde er zum Bischof von Treviso ernannt und am 11. Februar 1989 in das Amt eingeführt. Am 3. Dezember 2003 nahm Papst Johannes Paul II. sein aus Altersgründen vorgebrachtes Rücktrittsgesuch an. Paolo Magnani lebte seitdem in der Kirchengemeinde Sant’Agnese in Treviso, wo er am 5. November 2023 starb.